# Educação para superdotados
A educação para superdotados é um tipo de educação especial destinado a crianças e adolescentes com habilidades cognitivas significativamente acima da média. Os superdotados se diferenciam das demais crianças devido ao seu talento bem desenvolvido, necessitando assim de uma atenção especial, para valorização de seu potencial. Apesar de debatido desde a Antiguidade, é um tema bastante controverso.
Os defensores da educação especial para superdotados argumentam que os jovens mais talentosos não encontram desafio intelectual suficiente no currículo padrão, e que por isso estariam aquém de suas potencialidades em tal contexto. Já os opositores argumentam que a segregação de tais estudantes teria efeitos danosos não só para eles, mas também para os que não são admitidos nas escolas para superdotados.
Existem diversas propostas, dentre elas:
- Aceleração dentro do currículo padrão (grupos de superdotados ou adiantamento de série em classe regular). O aluno se mantem motivado diante dos estudos podendo seguir no seu próprio ritmo.[2]
- Um currículo significativamente diferente para atender a diversidade.
- Atividades extras além da escola normal que podem ser realizadas em grupo ou individualmente.[1]

## História

### De antes da Era Comum até o Renascimento
A educação destinada a superdotados e talentosos remonta à antiguidade. Platão (circa 427 a.C. 347 a.C.) defendia o ensino especializado para jovens, homens e mulheres, intelectualmente talentosos. Na Dinastia Tang da China (580-618), prodígios eram convocados para a corte imperial para receber educação especializada. Ao longo do Renascimento, aqueles que exibiam talento criativo em arte, arquitetura e literatura eram apoiados tanto pelo governo quanto por patrocínios privados.

### Leta Hollingworth
Nos Estados Unidos, a psicóloga Leta Hollingworth conduziu estudos sobre crianças superdotadas nas décadas de 1920 e 1930, tendo sido a primeira naquele país a estudar como seria a melhor forma de servir os alunos que mostrassem evidência de alto desempenho em testes. Embora concordasse com as opiniões de Terman e Galton de que hereditariedade desempenhava um papel vital quanto à inteligência, Hollingworth concedia crédito similar ao ambiente doméstico e à estrutura escolar. Hollingworth trabalhou para dissipar a crença generalizada de que "crianças brilhantes cuidam de si mesmas" e enfatizou a importância de identificação precoce, contato diário, e agrupamento das crianças superdotadas com outras com habilidades semelhantes. Na cidade de Nova York, Hollingworth realizou um estudo, com duração de 18 anos, a respeito de cinquenta crianças que obtiveram escore de 155 ou superior na escala Stanford-Binet, e estudou pequenos grupos de crianças que pontuaram acima de 180. Ela também administrou uma escola em Nova York para estudantes brilhantes que empregava um currículo de exploração liderada pelos estudantes (Student-Led), em oposição ao ensino mais tradicional de exploração liderada pelo professor (Teacher-Led).

### A Guerra Fria
Uma consequência do lançamento do satélite Sputnik pela União Soviética foi uma repentina mobilização em dar ênfase à educação para estudantes brilhantes nos Estados Unidos. Em 1958, o National Defense Education Act (NDEA) foi aprovado pelo congresso, concedendo $US 1 bilhão para apoiar ciência, matemática, e tecnologia na educação pública. Educadores imediatamente se mobilizaram para identificar estudantes superdotados e conceder-lhes dedicação especial. O método utilizado para identificação foram os testes de QI, e os estudantes selecionados eram apenas os que obtinham os escores mais elevados—geralmente a partir de 130.

## Classificação do superdotado
Segundo Renzulli e Reis (2011) os superdotados podem ser classificados em duas categorias:
- Superdotação acadêmica: refere-se a habilidades cognitivas que podem ser identificadas através de testes psicométricos e desempenho escolar.
- Superdotação criativo-produtiva: refere-se ao pensamento divergente, alto potencial individual de criatividade e produção, quando estes estão relacionados ao seu interesse.

## Professores
Não é necessário que o professor seja superdotado para trabalhar com alunos superdotados. No entanto, seus deveres, especialmente para com crianças, irão incluir uma série de tarefas especializadas, tais como:
- Desenvolver estratégias para desenvolver seu potencial criativo;
- Identificar e estimular o desenvolvimento de suas habilidades mais acentuadas;
- Proporcionar-lhes desafios, motivá-los e torná-los persistentes;

O professor não deve desvalorizar nem supervalorizar o aluno superdotado perante a classe. Quando o aluno é desvalorizado há uma desmotivação, podendo ocorrer a perda de interesse. Já a supervalorização pode gerar uma exclusão em relação aos demais alunos que, embora em outros níveis também possuem talentos. 
É de especial importância que se faça um trabalho com os pais das crianças, de modo a orientá-los a valorizar os esforços de seus filhos muito mais do que seus talentos naturais (inteligência). Em especial, elogiá-los pelo que obtiverem através de muito esforço é uma estratégia melhor do que elogiá-los por terem conseguido algo sem muito esforço devido a serem muito inteligentes.

## Admissão de alunos em programas para superdotados
São necessários programas de educação especial para alunos superdotados, embora ainda impere o pensamento de que, pelo fato de serem poucos alunos identificados, seja um "absurdo" investir nesses projetos.
Programas para atendimento a esses alunos com objetivo de desenvolver seu potencial e talentos tiveram início no Distrito Federal em 1975 (Programa de Atendimento ao Aluno Superdotado e Talentoso), e em Minas Gerais, em 1993 (Centro para Desenvolvimento do Potencial e Talento). Os superdotados serão os líderes culturais, econômicos, intelectuais e sociais do futuro portanto não podem ser deixados ao acaso.